# Opłata sądowa
 Zapoznaj się z zastrzeżeniami dotyczącymi pojęć prawnych w Wikipedii.

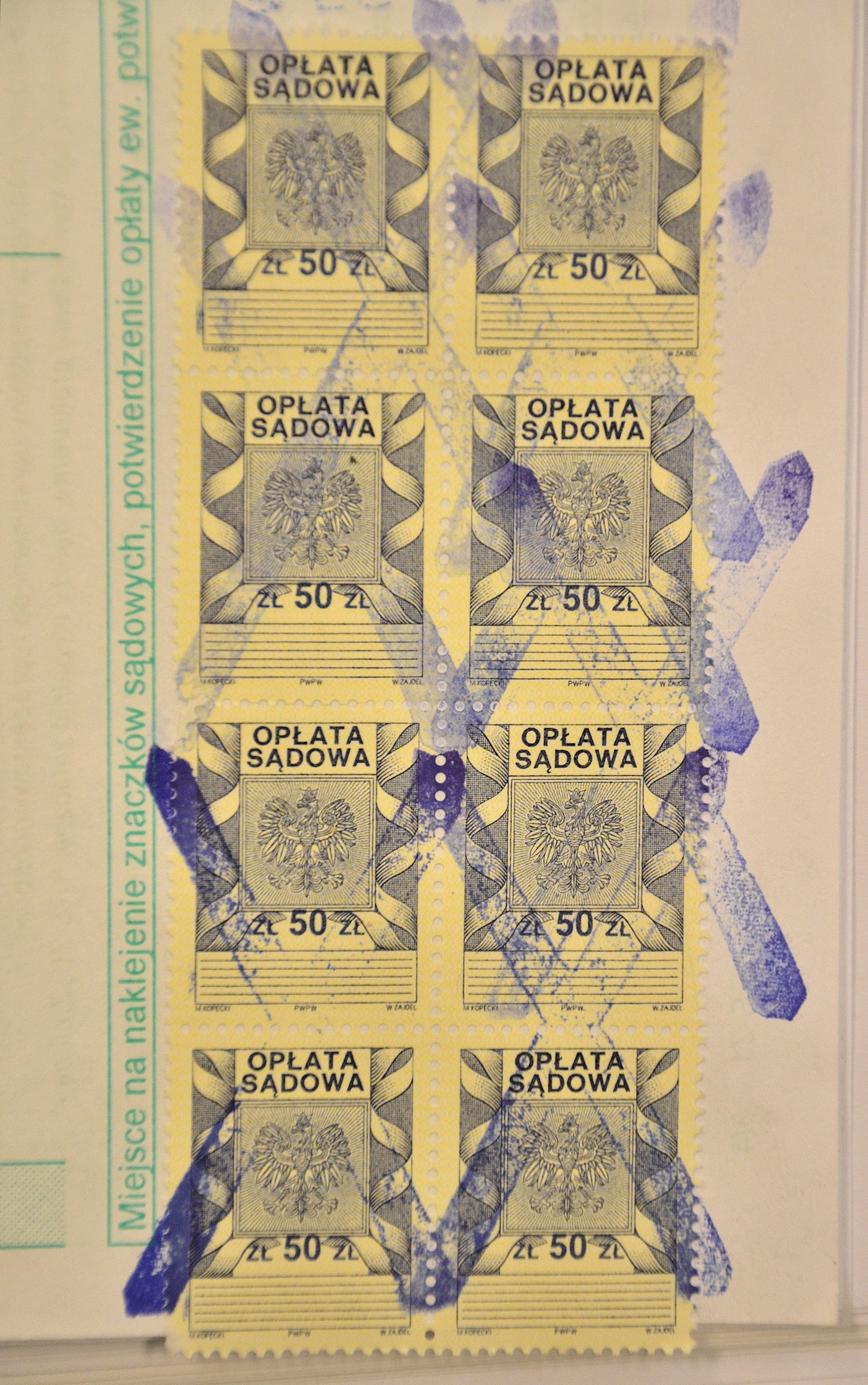
Skasowane znaki opłaty sądowej o nominale 50 złotych

Opłata sądowa – pieniężna danina publiczna uiszczana przez uczestnika postępowania sądowego jako ekwiwalent za czynności sądowe.

## Opłaty sądowe w postępowaniu cywilnym i administracyjnosądowym
W postępowaniu cywilnym opłacie podlega pismo, jeżeli przepis ustawy przewiduje jej pobranie. W szczególności opłacie podlegają następujące pisma:
- pozew i pozew wzajemny
- pismo zawierające oświadczenie o rozszerzeniu powództwa lub jego zmianie w sposób powodujący wzrost wartości przedmiotu sporu
- apelacja i zażalenie
- skarga kasacyjna i skarga o stwierdzenie niezgodności z prawem prawomocnego orzeczenia
- sprzeciw od wyroku zaocznego
- zarzuty od nakazu zapłaty
- interwencja główna i uboczna
- wniosek:
  - o wszczęcie postępowania nieprocesowego
  - o ogłoszenie upadłości i otwarcie postępowania restrukturyzacyjnego
  - o wpis i wykreślenie w księdze wieczystej
  - o wpis w Krajowym Rejestrze Sądowym i w rejestrze zastawów oraz o zmianę i wykreślenie tych wpisów
- skarga:
  - o wznowienie postępowania
  - o uchylenie wyroku sądu polubownego
  - na orzeczenie referendarza sądowego
  - na czynności komornika
- odwołanie od decyzji oraz zażalenie na postanowienie Prezesa Urzędu Ochrony Konkurencji i Konsumentów, Prezesa Urzędu Regulacji Energetyki, Prezesa Urzędu Komunikacji Elektronicznej, Prezesa Urzędu Transportu Kolejowego, Przewodniczącego Krajowej Rady Radiofonii i Telewizji oraz organu regulacyjnego, o którym mowa w ustawie z dnia 7 czerwca 2001 r. o zbiorowym zaopatrzeniu w wodę i zbiorowym odprowadzaniu ścieków.

Ponadto opłacie podlega wniosek o wydanie na podstawie akt: odpisu (w tym odpisu księgi wieczystej), wypisu, zaświadczenia, wyciągu, innego dokumentu oraz kopii – jest to tzw. opłata kancelaryjna.

### Podział
Opłaty są dzielone na następujące kategorie:
- opłata stała – pobiera się ją w sprawach o prawa niemajątkowe oraz w niektórych sprawach o prawa majątkowe w jednakowej wysokości, niezależnie od wartości przedmiotu sporu lub wartości przedmiotu zaskarżenia; wyjątkiem są opłaty stałe w sprawach uproszczonych, pobierane w wysokości zależnej od wartości przedmiotu sporu lub wartości przedmiotu zaskarżenia, przy czym wysokość ta jest ustalana w sposób kwotowy, a nie procentowy
- opłata stosunkowa – pobiera się ją w sprawach o prawa majątkowe w wysokości obliczonej jako procent wartości przedmiotu sporu lub wartości przedmiotu zaskarżenia
- opłata podstawowa – pobiera się ją w sprawach, w których przepisy nie przewidują opłaty stałej, stosunkowej lub tymczasowej; obecnie wynosi 30 zł
- opłata tymczasowa – pobiera się ją w sprawach o prawa majątkowe, których wartości nie da się ustalić w chwili wszczęcia sprawy; wysokość opłaty tymczasowej określa przewodniczący, natomiast opłata ostateczna jest określana w orzeczeniu i obliczana od wartości przedmiotu sporu ustalonej w toku postępowania, a jeżeli wartości tej nie daje się ustalić, opłatę określa sąd (jednak nie więcej niż 5000 zł).

### Zasady szczególne
- Pismo wnoszone przez kilka osób podlega jednej opłacie. Jeżeli jednak przedmiotem sprawy są roszczenia lub zobowiązania jednego rodzaju i oparte na jednakowej podstawie faktycznej i prawnej (współuczestnictwo formalne), każdy współuczestnik uiszcza opłatę oddzielnie, stosownie do swojego roszczenia lub zobowiązania.
- Od 2 marca 2006 pismo wniesione do sądu przez adwokata, radcę prawnego lub rzecznika patentowego, które nie zostało należycie opłacone (w chwili jego złożenia), przewodniczący zwraca bez wezwania do uiszczenia opłaty, jeżeli pismo podlega opłacie w wysokości stałej lub stosunkowej obliczonej od wskazanej przez stronę wartości przedmiotu sporu (art. 1301 Kodeksu postępowania cywilnego).

### Sposoby uiszczania
Opłaty sądowe uiszcza się w formie:
- bezgotówkowej na rachunek bieżący dochodów właściwego sądu albo za pomocą mechanizmów gwarantujących nieodwołalne zainicjowanie procedury wpłaty oraz identyfikację wnoszącego opłatę sądową, udostępnionych przez system teleinformatyczny Ministerstwa Sprawiedliwości obsługujący płatności
- wpłaty gotówkowej, bezpośrednio w kasie sądu
- znaków opłaty sądowej.

#### Znaki opłaty sądowej
- Emitentem znaków opłaty sądowej jest Ministerstwo Sprawiedliwości. Są one prostokątem, w którego górnej części znajduje się godło Rzeczypospolitej Polskiej, poniżej napis „Ministerstwo Sprawiedliwości”, pod którym jest umieszczony napis „Znak opłaty sądowej” oraz nominał znaku wyrażony w złotych polskich. W dolnej części znaku znajduje się kod kreskowy i kod numeryczny składający się z 14 cyfr arabskich, zapisanych w systemie teleinformatycznym Ministerstwa Sprawiedliwości obsługującym znaki opłaty sądowej, z których 2 pierwsze cyfry oznaczają rok wygenerowania kodu, a pozostałe 12 cyfr jest losowo wygenerowane[1].
- Do pisma podlegającego opłacie sądowej lub wniosku o dokonanie czynności sądowej załącza się albo przedstawia pracownikowi przyjmującemu pismo lub wniosek znak opłaty sądowej wygenerowany w systemie teleinformatycznym Ministerstwa Sprawiedliwości obsługującym znaki opłaty sądowej. Jednorazowo można wykorzystać do 10 znaków[2].
- Do 30 czerwca 2016 r. znaki opłaty sądowej były drukowane na papierze podgumowanym, techniką kombinowaną (staloryt i rotograwiura), w formacie 25,5 × 31,25 mm łącznie z marginesem[3]. Producentem była Polska Wytwórnia Papierów Wartościowych SA. W przypadku opłat znakami sądowymi należało je nakleić na piśmie podlegającym opłacie (na egzemplarzu przeznaczonym dla sądu).
- Nominały znaków opłaty sądowej były następujące: 1 zł, 2 zł, 5 zł, 10 zł, 20 zł, 50 zł i 200 zł[4].
- Kwota płacona w znakach sądowych nie mogła być większa niż 1500 zł[5].

### Opłaty sądowe w postępowaniu administracyjnosądowym
W postępowaniu administracyjnosądowym opłatami sądowymi są wpis i opłata kancelaryjna. Są one dochodami budżetu państwa. Wpis pobiera się od skargi do wojewódzkiego sądu administracyjnego, sprzeciwu od decyzji i środków zaskarżenia.
Wysokość i sposób uiszczania opłat są uregulowane w art. 211-236 ustawy z dnia 30 sierpnia 2002 r. Prawo o postępowaniu przed sądami administracyjnymi (Dz.U. z 2024 r. poz. 935) oraz rozporządzeniach wydanych na jej podstawie.